# Kolonialheim Prellerstraße 1
Das Kolonialheim Prellerstraße 1 befand sich ab 1926 hinter der Gaststätte „Viktoria-Garten“ in der Prellerstraße in Weimar.
Die Gaststätte mit Konzertgarten bestand vom Jahre 1908 bis 1947. Die Gäste des Kolonialheims waren zumeist Mitglieder des Kolonialvereins bzw. Besucher, die das Lokal und damit den Verein finanziell unterstützten. Das Lokal besaß zudem ein Gästezimmer, ein Gesellschaftszimmer, einen Saal und eine Kegelbahn. 
Leiter des Kolonialheims war der Obersekretär Karl Hucke, der in der Herbststraße 15 wohnte. Das Lokal besaß sogar außer dem Leiter einen Schankwirt und einen eigenen Polizeiwachtmeister namens Georg Flamm, der für die innere Sicherheit zuständig war. Der Verein eine hatte eine Unterorganisation, die „koloniale Jugendgruppe“, die in der Brahmsstraße 9 ansässig war.
Im Jahre 1925 war das Gebäude noch im Besitz der schweizerischen Feldschlösschenbrauerei, das dann samt Viktoria-Garten an die Stadtbrauerei Deinhardt überging. Der Viktoria-Garten war ein bekannter und beliebter Ort in Weimar, womit der Kolonialverein einen zentralen gesellschaftlichen Ort präsent war.
Die Tätigkeitsbereiche bzw. Ziele des Weimarer Kolonialvereins waren in erster Linie den „Zusammenschluss aller Reichsangehörigen, welche im Militär oder Zivilverhältnis in kolonialen deutschen oder nicht-deutschen Besitz tätig waren, sowie aller Kolonialfreunde“ herbeizuführen, damit sich der Verein ein Netzwerk aufbauen konnte, in dem koloniale Ideen verbreitet wurden. Zudem wurden völkisch nationalistische Ideen verbreitet. Einer der Redner war Adolf Hitler.
Auch mit den bildenden Künsten ist dieser Ort verbunden. Der Maler Franz Sturzkopf (1852–1927) führte diese Adresse.
Im Jahre 1947 plante die Deinhardt-Brauerei den Bau eines Kinos, der jedoch nicht zustande kam. Der Verein war ab 1947 demnach nicht mehr der Pächter, da er aller Wahrscheinlichkeit nach nicht mehr existierte. Ab 1953 diente das Gebäude als Kohlelagerplatz der Brauerei.
In der Prellerstraße 1 befindet sich heute ein Getränkefachmarkt. Der Betreiber fand als einzigen Überrest einen Kupferguss mit der Abbildung des Kolonialheims und seiner Innenräume an der Wand. Die Konzertbühne im Viktoria-Garten, der zum Teil bebaut wurde, ist längst verschwunden. Das Haus Prellerstraße 1 a ist ein Studentenwohnheim der Bauhaus-Universität Weimar.

## Verweise
- Kolonialbrunnen (Weimar)
- Deutscher Kolonialkriegerbund